# Ледесма Рамос, Рамиро
Рами́ро Леде́сма Ра́мос (исп. Ramiro Ledesma Ramos) — испанский национал-синдикалист, публицист и журналист; одна из ключевых фигур франкистской пропаганды.

## Ранняя жизнь
После изучения литературы и наук в Мадридском университете Комплутенсе, где он был учеником Хосе Ортеги-и-Гассета, Ледесма Рамос начал изучать произведения Мартина Хайдеггера. Он также написал роман для молодёжи под названием «Печать смерти» (исп. El sello de la muerte).
Его увлекал как итальянский корпоративизм Бенито Муссолини, так и развитие нацистского движения Гитлера в Германии; он был озабочен своим происхождением из среднего класса, которое, по его мнению, могло помешать ему влиться в революционные круги Испании 1920-х гг. В 1931 году Ледесма Рамос начал издавать журнал La Conquista del Estado («Завоевание государства»), названный в честь одноимённого журнала Курцио Малапарте La Conquista dello Stato в Италии. Это было одно из первых изданий в Испании национал-синдикалистского толка. Он попытался преодолеть разрыв между национализмом и анархо-синдикализмом главного профсоюза, Национальной Конфедерации труда (НКТ), путём пересмотра синдикализма в целом.

## «Завоевание государства»
В первом выпуске «Завоевания государства» Ледесма Рамос опубликовал синкретическую программу, в которой предлагал этатизм, политическую роль университетов, регионализацию, а также синдикалистскую структуру национальной экономики. Этот документ был полностью опубликован в течение года, и, хотя он обсуждался в НКТ, серьёзного влияния не оказал.
В октябре 1931 года его группа слилась с группой Онесимо Редондо, Junta Castellana de Actuación Hispánica; так появились Хунты национал-синдикалистского наступления и их журнал JONS. В 1934 году они слились с партией Хосе Антонио Примо де Ривера «Испанская фаланга»; он лично разработал эмблему движения — ярмо и стрелы, унаследованные от католических монархов, — и придумал девизы Arriba España и Una, Grande y Libre (оба впоследствии использовались в франкистской Испании).

## Смерть и наследие
Группа Ледесма Рамоса оставалась стабильной, хотя он вышел из партии из-за разногласий с Примо де Риверой; он создал небольшую группу La Patria Libre, которая расходилась с «Фалангой» по идеологическим вопросам, но с той же симпатией относилась к левым профсоюзам.
Начало испанской Гражданской войны застало Ледесма Рамоса в республиканском Мадриде, далеко от войск Франсиско Франко. Он был заключён правительством Народного фронта из-за подозрений в шпионаже на протяжении всего лета, а в начале осени 1936 года по решению суда он был казнён республиканской милицией.
Хотя в пропаганде франкистов он приобрёл статус национального героя, Католическая церковь с подозрением относилась к его левонационалистическим взглядам и даже предполагала внести его сочинения в Индекс запрещённых книг.

## Цитаты
- [О себе:] «Красная рубашка Гарибальди подходит Рамиро Ледесма и товарищам лучше, чем чёрная рубашка Муссолини».

## Работы
- Discurso a las juventudes de España («Речь к молодёжи Испании»)
- ¿Fascismo en España? («Фашизм в Испании?»)
- Escritos filosóficos, &c. («Философские сочинения и т. д.»)